# Samoa nos Jogos Olímpicos de Verão de 2000
Samoa participou dos Jogos Olímpicos de Verão de 2000 em Sydney, Austrália.